# Diocèse de Tehuantepec
Le diocèse de Tehuantepec (en latin : Dioecesis Tehuantepecensis ; en espagnol : Diócesis de Tehuantepec) est un diocèse de l'Église catholique du Mexique, suffragant de l'archidiocèse d'Antequera.

## Territoire

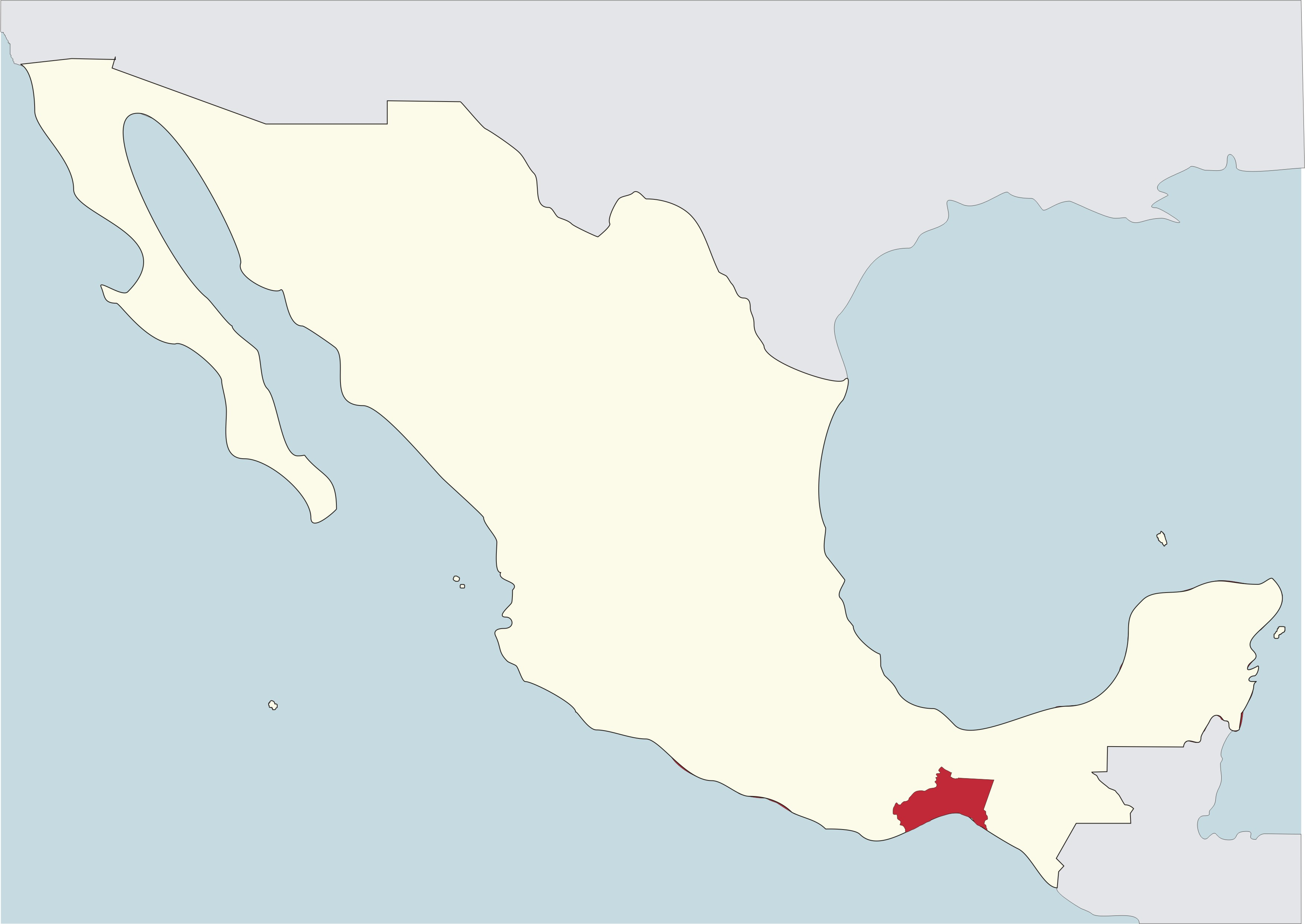
Diocèse de Tehuantepec en rouge sur la carte du Mexique

Il comprend une partie de l'État de Oaxaca ce qui correspond à un territoire d'une superficie de 25 000 km2 divisé en 37 paroisses.
Le siège épiscopal est dans la ville de Santo Domingo Tehuantepec où se trouve la cathédrale Saint-Dominique.

## Historique
Le diocèse est érigé le 23 juin 1891 par la bulle Illud in primis du pape Léon XIII en prenant une partie du territoire du diocèse de Veracruz (aujourd'hui archidiocèse de Xalapa) et de l'archidiocèse d'Antequera. En vertu du décret Sanctissimo Domino de la congrégation des évêques du 17 février 1897, il agrandit son territoire par une autre portion cédée par l'archidiocèse d'Antequera.
Nommé suffragant de l'archidiocèse d'Antequera lors de sa création, il intègre la province ecclésiastique de Veracruz le 29 juin 1951 en vertu de la constitution apostolique Inter praecipuas du pape Pie XII.
Il cède une partie de son territoire le 23 mai 1959 pour l'érection du diocèse de San Andrés Tuxtla.
Le 13 février 1960, il est de nouveau nommé suffragant de l'archidiocèse d'Antequera par la constitution apostolique Christi exemplum du pape Jean XXIII.
Il cède une autre portion de son territoire le 21 décembre 1964 pour la création de la prélature territoriale de Mixes.

## Évêques
- José Mora y del Rio (19 janvier 1893 - 23 novembre 1901), nommé évêque de Tulancingo
- Carlos de Jesús Mejía y Laguana, C.M (13 octobre 1902 - 2 septembre 1907)
- Ignacio Placencia y Moreira (21 septembre 1907 - 27 octobre 1922), nommé évêque de Zacatecas
- Jenaro Méndez del Río (16 mars 1923 - 17 mars 1933), nommé évêque de Huajuapan de León
- Jesús Villareal y Fierro (12 septembre 1933 - 23 mai 1959), nommé évêque de San Andrés Tuxtla
- José de Jesús Clemens Alba Palacios (8 août 1959 - 6 septembre 1970), nommé évêque auxiliaire d'Antequera
- Arturo Lona Reyes (4 mai 1971 - 25 novembre 2000)
- Felipe Padilla Cardona (25 novembre 2000 - 1 octobre 2009), nommé évêque de Ciudad Obregón
- Óscar Armando Campos Contreras (2 février 2010 - 25 septembre 2017), nommé évêque de Ciudad Guzmán
- Crispín Ojeda Márquez, depuis le 27 juillet 2018